# Messe Berlin
Messe Berlin er et tysk messecenter, stiftet 1923 i Berlin. Messe Berlin er bygget sammen med kongrescenteret ICC Berlin.
52°30′14″N 13°16′24″Ø / 52.5039°N 13.2733°Ø